# 郭灝霆
郭 灝霆（かく こうてい、クウォク・ホ・ティン、1988年2月26日 - ）は、香港の自転車競技選手。

## 来歴
2008年
- トラックワールドカップ
  - メルボルン大会 スクラッチ 優勝

2009年
- アジア自転車競技選手権大会
  - オムニアム 優勝
  - マディソン 優勝（+ ワン・カンポ）
- 東アジア競技大会 個人ロードレース 3位

2010年
- トラックワールドカップ
  - 北京大会 マディソン 優勝
- アジア自転車競技選手権大会
  - マディソン 2位
  - 団体追抜 3位
- アジア競技大会
  - 団体追抜 2位

2011年
- アジア自転車競技選手権大会
  - マディソン 優勝（+ 蔡其皓）
  - オムニアム 2位
  - 団体追抜 2位
- トラックレース世界選手権
  -  スクラッチ 優勝
  - ツアー・オブ・香港 総合優勝（区間2勝）

2012年
- アジア自転車競技選手権大会
  - 団体追抜 2位
  - オムニアム 3位
- 香港選手権・個人ロードレース

2013年
- アジア自転車競技選手権大会
  - マディソン 優勝（+ 蔡其皓）
  - 団体追抜 3位